# Стадион имени Амаду Гон Кулибали
Стадион имени Амаду Гон Кулибали (англ. Amadou Gon Coulibaly Stadium) — футбольный стадион в Корого, построенный в 2023 году. Арена принимала семь матчей Кубка Африканских наций 2023 года по футболу. Стадион назван в честь государственного деятеля Амаду Гон Кулибали.

## История
Стадион имени Амаду Гон Кулибали — футбольный стадион в городе Корого, Кот-д’Ивуар. Вместимость стадиона составляет 20 000 мест.
Строительство спортивной арены началось в сентябре 2018 года и закончилось в сентябре 2023 года. Стадион назван в честь Амаду Гона Кулибали, который был премьер-министром с 2017 года до своей смерти в 2020 году.
Стадион являлся одним из мест проведения Кубка африканских наций 2023 года по футболу. Здесь состоялись матчи группы Е и F, а также один поединок 1/8 финала.

### Кубок Африканских наций 2023
| Дата           | Время | Команда 1 | Результат | Команда 2    | Раунд      | Количество зрителей |
| -------------- | ----- | --------- | --------- | ------------ | ---------- | ------------------- |
| 16 января 2024 | 17:00 | Тунис     | 0–1       | Намибия      | Группа Е   | 13,991              |
| 16 января 2024 | 20:00 | Мали      | 2–0       | ЮАР          | Группа Е   | 16,894              |
| 20 января 2024 | 20:00 | Тунис     | 1–1       | Мали         | Группа Е   | 18,130              |
| 21 января 2024 | 20:00 | ЮАР       | 4–0       | Намибия      | Группа Е   | 9,304               |
| 24 января 2024 | 17:00 | ЮАР       | 0–0       | Тунис        | Группа Е   | 12,847              |
| 24 января 2024 | 20:00 | Танзания  | 0–0       | ДР Конго     | Группа F   | 12,847              |
| 30 января 2024 | 17:00 | Мали      | 2–1       | Буркина-Фасо | 1/8 финала | 19,184              |